# Fábrica de Palos o Palacio de los Berga de Forcall
El Palacio de los Berga o Fábrica de Palos de Forcall, comarca de los Puertos de Morella, a la provincia de Castellón, es un antiguo palacio residencial de la familia Berga, que se localiza a la salida de la localidad de Forcall, en el margen derecho del río Morella, en el lugar donde se une con el río Cantavieja.
Realmente, en este lugar se unen al río Bergantes  el Caldés que nace al norte de Castellfort y el Cantavieja,  que tiene sus orígenes en el en las sierras que rodean la población turolense de Cantavieja. De esta forma se da lugar a tres brazos de río que presentan una forma de tridente, fenómeno da nombre a la población:  Forcall. Además, es en este lugar donde el río cambia la dirección de su curso, de sur a norte, con lo que vierte sus aguas en el  Guadalope,  que a su vez hacerlo en las del Ebro.
Está declarado, por declaración genérica, como Bien de Interés Cultural,  no presentando anotación ministerial, identificándose por el código:  12.01.061-005.

## Descripción histórico artística
El palacio de los Berga en Forcall es en realidad un conjunto de edificios que a lo largo de la historia han tenido diferentes usos y utilidades. El palacio y el molino pueden considerarse como los elementos arquitectónicos más antiguos del conjunto.
Pertenecía a la familia Berga en 1568 y desde ese entonces se le conocía como Palacio de En Mallades; dejando de utilizarlo como residencia a partir de 1756, año en el que lo arriendan a José Frasno. La familia de los Berga, originaria de Gascuña, se dedicaba al comercio de grano al por mayor y desempeñó el cargo de recaudador de los Diezmos del pueblo para el Obispado de Tortosa, al que pertenecía.
En el conjunto desde un inicio había un molino, harinero en su origen,  que se utilizó más tarde, para la maquinaria de la fábrica (la fábrica de textiles Palos),  que se instaló en parte de los edificios del complejo.
Pueden contemplarse las partes del molino y los accesorios que se utilizaban para obtener energía para movilizar la maquinaria de la fábrica textil.
El palacio residencial se construye con posterioridad al molino, y del edificio original queda la austera fachada de fábrica de sillares , que permite distinguir la estructura de una arquitectura típicamente gótica. La fachada presenta ventanales y un escudo heráldico que está también considerado como Bien de Interés Cultural, según la Generalidad Valenciana. El palacio tenía una capilla que se ubicaba en el lateral derecho.
Respecto al interior, todavía pueden observarse puertas y artesonados muy artísticos. El palacio se acabó añadiéndole, en el siglo XVII un cuerpo superior con tapial y una logia que imita claramente la fachada del palacio de los Osset, que se encuentra en el núcleo poblacional de Forcall.
Fue ya entrado el siglo XIX, en 1850, cuando Francisco Palos Guarch, traslada su fábrica textil a la masía de los Berga. Para poder hacer más fácil el trabajo se llevan a cabo trabajos de construcción de edificios auxiliares de uso industrial, llegando a tener hasta 50 trabajadores.
En un primer momento la zona se dedicaba económicamente al aprovechamiento de la lana de las ovejas de las masías del alrededor. Aunque en esta masía la actividad principal era la del molino de grano. Esto cambia cuando se instala la familia Palos la cual transforma en fábrica textil la actividad principal. Al final se transforma en una fábrica de hilados, actividad que siguió desempeñando hasta finales del siglo XX.
La importancia de la fábrica textil fue tal que la familia tuvo suficiente influencia como para conseguir que se llevara a cabo un cambio en el trazado de la carretera a Morella.